# Якість життя для наших батьків
Всеукраїнська благодійна акція «Якість життя для наших батьків» — акція започаткована Асоціацією імплантологів України спільно з Асоціацією приватно-практикуючих стоматологів за підтримки Міністерства оборони України у 2010 році на безкоштовне вживлення зубних імплантатів та протезування ветеранам Другої світової війни.

## Історія
У 2010 році акція була проведена у 5-ти містах України, таких як Сімферополь [Архівовано 2 вересня 2013 у Wayback Machine.], Київ, Одеса [Архівовано 5 березня 2016 у Wayback Machine.], Львів [Архівовано 10 червня 2015 у Wayback Machine.] та Севастополь [Архівовано 18 березня 2011 у Wayback Machine.]. У 2011 році у Дніпропетровську[недоступне посилання з червня 2019], Івано-Франківську та Черкасах.

Ветеранам безкоштовно проводились обстеження, операції та встановлено найсучасніші незнімні зубні протези у світі. Вартість аналогічної операції у Європі на той момент сягала від 10 000 євро.
1 березня 2011 року благодійна акція пройде у Варшаві (Польща).

У 2012 році, в один день, о тій самій годині буде проведено операції імплантації ветеранам у столицях країн колишнього Радянського союзу та інших країн-учасниць Другої світової війни і через телемарафон усі матимуть змогу побачити емоції людей, які отримали надію на нову якість життя.
Акція була почута та підтримана Міністерством оборони України, Міністерством охорони здоров’я України, а також лікарями-добровольцями та компаніями-виробниками імплантатів. Діагностичні кабінети, палати й операційні на базі обласних лікарень та військових госпіталів безкоштовно запропонували МОЗ та Міноборони.

## Ідея та мета
Основною своєю метою акції «Якість життя для наших батьків» є привернення уваги громадськості до людей, які не мають власних зубів, та вимушені  користуватися знімними пластмасовими протезами. Акцентом акції є впровадження нових соціальних стандартів для людей без зубів, тобто імплантації у кістку чотирьох зубних імплантатів, на яких надійно фіксуються штучні зуби, які не потрібно знімати! Люди відчуватимуть себе як із справжніми зубами.
До акції «Якість життя для наших батьків» залучились також і  міжнародні спостерігачі з Польщі, Німеччини, Казахстану, Росії та Молдови